# Oratori de Pasqua
L' Oratori de Pasqua, BWV 249 (en alemany: Oster-Oratorium) és un oratori compost per Johann Sebastian Bach a Leipzig i estrenat l'1 d'abril de 1725.

## Història
La primera versió de l'obra es va completar com una cantata per al diumenge de Pasqua a Leipzig, l'1 d'abril de 1725, sota el títol Kommt, gehet und eilet. Se li va donar el caràcter d'oratori i un nou títol en una revisió de 1735. En una altra versió posterior de finals de la dècada del 1740, el tercer moviment va ser ampliat passant d'un duo a un coral en quatre parts. L'obra es basa en una cantata secular, la «cantata del pastor» Entfliehet, verschwindet, entweichet, ihr Sorgen, BWV 249 que s'ha perdut, encara que es conserva el llibret. L'autor del llibret i possiblement del text de l'oratori fou Christian Friedrich Henrici. L'obra s'inicia amb dos moviments instrumentals que s'han agafat probablement d'un concert de l'època de Köthen. Sembla possible que el tercer moviment es basi en el final d'aquest concert.

## Anàlisi
A diferència de l'Oratori de Nadal, no té narrador, sinó quatre personatges assignats a cadascuna de les veus: Simon Pere (tenor) i Joan l'apòstol (baix), apareixen en el primer duet anant cap a la tomba de Jesús, que troben buida. Allà hi ha Maria Magdalena (alt) i «l'altra María», María de Cleofàs (soprano). El cor apareixia només en el moviment final fins que en una versió de finals de la dècada del 1740 es va ampliar el duet inicial amb parts a quatre veus. La música és festiva, interpretada amb trompetes, timbales, dos oboès, fagot, dues flautes dolces, flauta travessera, dos violins i baix continu.
| N.º |           |                           | Primer vers                  |
| --- | --------- | ------------------------- | ---------------------------- |
| 1   | Simfonia  |                           |                              |
| 2   | Adagio    |                           |                              |
| 3   | Ària      | tenor, baix               | Kommt, eilet und laufet      |
| 4   | Recitatiu | soprano, alt, tenor, baix | O kalter Männer Sinn         |
| 5   | Ària      | soprano                   | Seele, deine Spezereien      |
| 6   | Recitatiu | alt, tenor, baix          | Hier ist die Gruft           |
| 7   | Ària      | tenor                     | Sanfte soll mein Todeskummer |
| 8   | Recitatiu | soprano, alt              | Indessen seufzen wir         |
| 9   | Ària      | alt                       | Saget, saget mir geschwinde  |
| 10  | Recitatiu | baix                      | Wir sind erfreut             |
| 11  | Cor       | SATB                      | Preis und Dank               |

## Enregistraments
- Heinrich-Schütz-Chor Heilbronn, Pforzheim Chamber Orchestra, Edith Selig, Claudia Hellmann, Helmut Krebs, Jakob Stämpfli, director Fritz Werner, Erato 1964
- Süddeutscher Madrigalchor, Süddeutsches Kammerorchester, Teresa Żylis-Gara, Patricia Johnson, Theo Altmeyer, Dietrich Fischer-Dieskau, director Wolfgang Gönnenwein, HMV 1965
- Amsterdam Baroque Orchestra & Choir, Lisa Larsson, Elisabeth von Magnus, Gerd Türk, Klaus Mertens, director Ton Koopman, Erato, 1998
- Gabrieli Consort and Players, director Paul McCreesh, Archiv Produktion, 2001